# Община (журнал)
«Община» — русский революционный журнал XIX века.
Издавался с января по декабрь 1878 года в Женеве (Швейцария) революционерами-народниками (М. К. Элпидином и др.). Вышло 9 номеров (три номера — двойные).
Журнал редактировали: Д. А. Клеменц, П. Б. Аксельрод, Н. И. Жуковский, З. К. Арборе-Ралли.
Среди активных участников были С. М. Степняк-Кравчинский, В. А. Черкезов, М. П. Драгоманов и Я. В. Стефанович, В. Н. Фигнер, Н. А. Морозов.
Журнал «Община» находилась в тесной связи с тайным революционным обществом «Земля и воля». В направлении журнала сильно сказывалось влияние бакунизма.
Центральное место занимали материалы «процесса 193-х», анализ результатов «хождения в народ», проблема объединения разрозненных сил в «социально-революционную партию».
Соединяя радикалов и революционеров различных направлений, журнал «Община» не имел значительного влияния и скоро прекратил выпуск.